# 愛しても愛し足りない
「愛しても愛し足りない」（あいしてもあいしたりない）は2004年5月26日にリリースされたFayrayの17thシングル。発売元はR and C。

## 収録曲
1. 愛しても愛し足りない
  - 作詞・作曲：Fayray、編曲：葉山たけし
2. My Funny Valentine
  - 作詞：ロジャース&ハート、作曲：リチャード・ロジャース

ロジャース&ハートのカバー。
3. 愛しても愛し足りない (Guitar Version)
  - 編曲：大賀好修

## 参加ミュージシャン
愛しても愛し足りない
- Fayray：Piano
- 葉山たけし：Guitar & Programming
- 徳永暁人：Bass
- David.C.Brown：Drums
- 佐々木史郎：Trumpet
- 河合わかば：Trombone
- 勝田一樹：Saxophone

My Funny Valentine
- Fayray：Piano

愛しても愛し足りない (Guitar Version)
- 大賀好修：Guitar

## タイアップ
- 関西テレビ・フジテレビ系ドラマ『アットホーム・ダッド』挿入歌（#1）